# Guampa

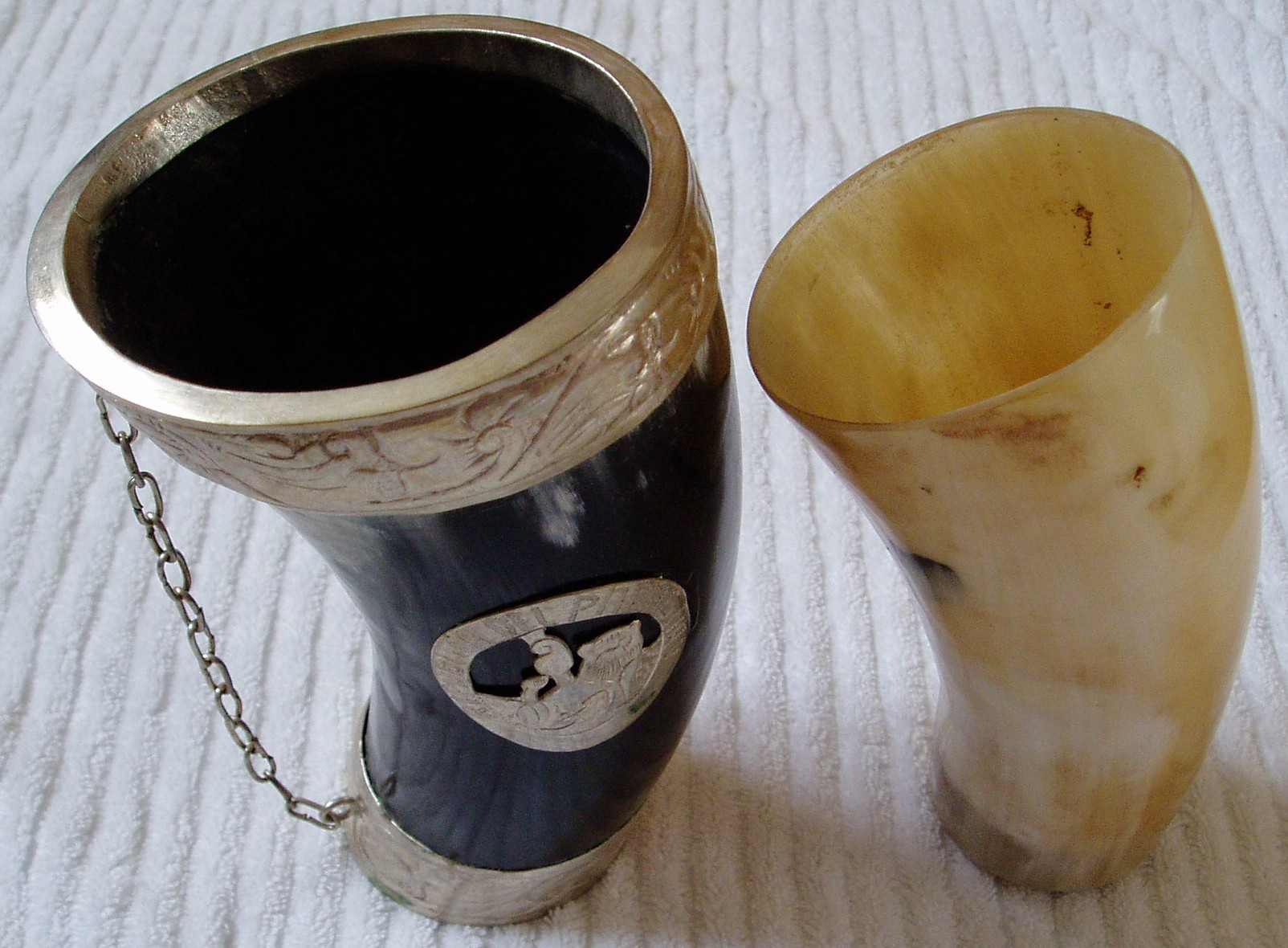
Guampas.

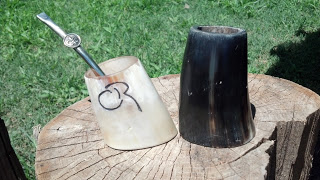
Guampas o «cuias», hechas de cuerno de toro. En la de la izquierda, se encuentra introducida una bombilla

El término guampa es utilizado en la mayor parte del Cono Sur (Paraguay, casi toda Argentina, sur de Brasil, zonas rurales de Uruguay, sur y este de Bolivia y Chile) para referirse al cuerno vacuno o al asta de cérvido, pero sobre todo al cuerno, y en particular a aquel usado como recipiente o vaso para beber. La guampa del asta de cérvido se usa por su parte, por ejemplo, para la fabricación de empuñaduras de armas, como es el caso de algunas empuñaduras de facón.
La palabra «guampa» proviene del quechua y significa «cuerno». Por metonimia se llama también «guampa» al recipiente utilizado para preparar tereré cuando éste está hecho utilizando un cuerno vacuno, o de bovino en general.
A diferencia de otros lugares del Cono Sur, en Paraguay, se denomina «guampa» a cualquier recipiente para tomar mate o tereré, sea de plástico, metal, cuerno, madera o materiales combinados; ya que el término «mate» se usa para referirse solo a la infusión o al kit del mate, y «guampa» para referirse solo al recipiente donde se carga la yerba.
Estos recipientes de las Américas tienen su equivalente, también de fabricación en cuerna de vaca, en la Europa antigua o medieval, o también en otras partes del mundo. A los vasos realizados en cuerna de vaca, en España, se les llama simplemente «cuernas», por ejemplo (beberse una cuerna de cerveza, brindar con una cuerna de hidromiel etc.).